# Алюминий-ионный аккумулятор
Алюминий-ионный аккумулятор — электрический аккумулятор, анод которого сделан из металлического алюминия, катод представляет собой графитовую пену, а электролит является ионной жидкостью. В процессе разрядки аккумулятора алюминиевый анод растворяется в электролите и затем анионы хлоралюмината интеркалируются в графите. Преимуществами алюминий-ионного аккумулятора являются: малое время зарядки (менее одной минуты (при плотности тока 4000 мАг–1)), долговечность (6000 - 7500 циклов зарядки-разрядки), высокая ёмкость (110 мАчг–1).